# Helena Miklaszewska

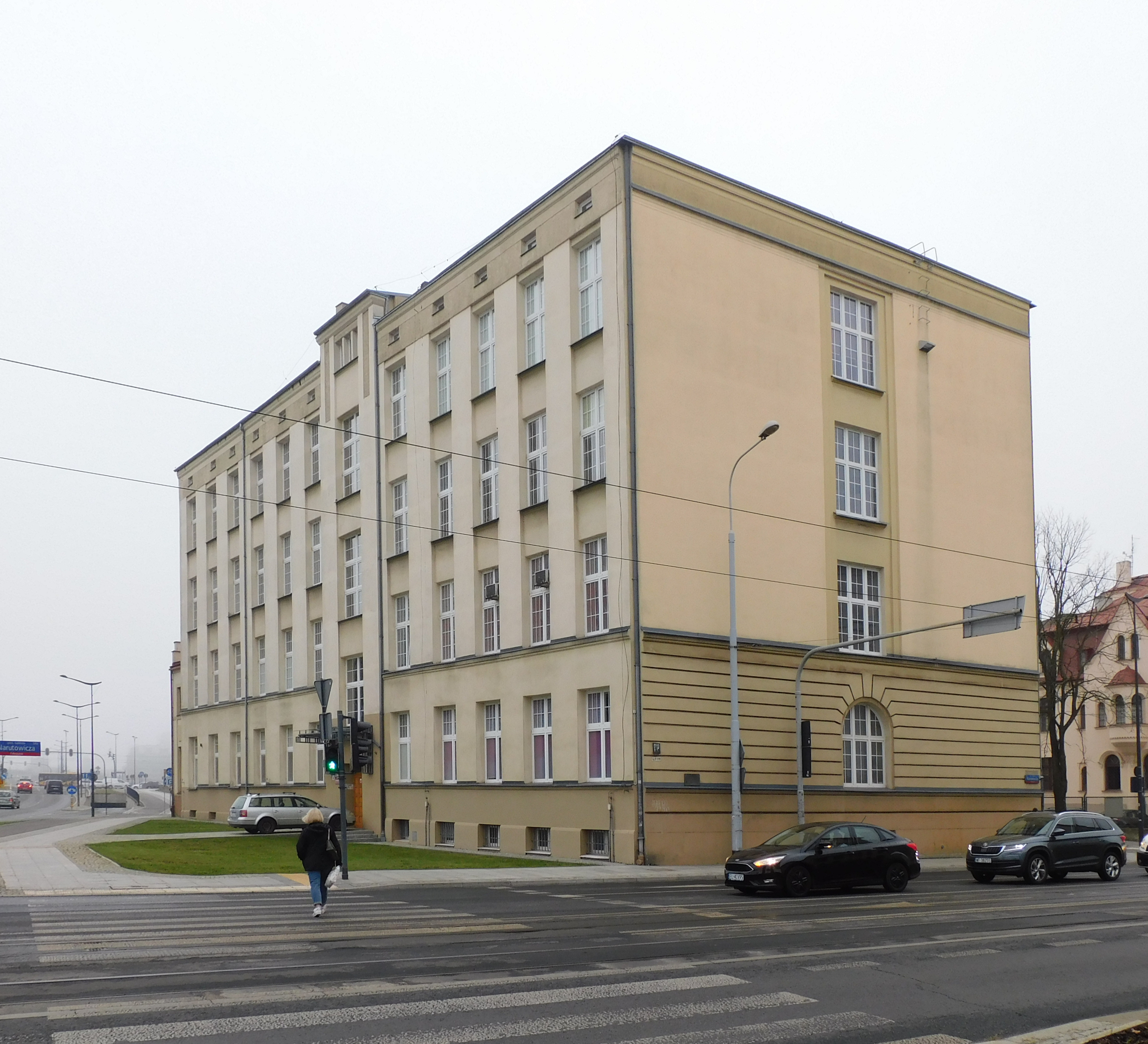
Gmach dawnego gimnazjum Heleny Miklaszewskiej ul G. Narutowicza 59a w Łodzi

Helena Miklaszewska, imię zakonne Weronika (ur. 19 września 1875 w majątku Ociest, województwo kieleckie, zm. 4 października 1959 w Łodzi) – siostra zakonna i działaczka oświatowa. Radna generalna zgromadzenia Sióstr Pocieszycielek Najświętszego Serca Jezusowego w Nowym Mieście nad Pilicą, założycielka i dyrektorka Gimnazjum Żeńskiego Heleny Miklaszewskiej w Łodzi.

## Życiorys
Po tragicznej śmierci jej ojca, matka wraz z Miklaszewską i jej rodzeństwem przeniosła się do Warszawy. Tam Miklaszewska chodziła do szkoły, a następnie pracowała jako nauczycielka biologii w pensji Pauliny Hewelkówny w Warszawie. W maju 1896 została siostrą zakonną w bezhabitowym Zgromadzeniu Sióstr Pocieszycielek Najświętszego Serca Jezusowego w Nowym Mieście nad Pilicą, z czasem zostając radną generalną zgromadzenia.
W 1911 kupiła przy ul. Mikołajewskiej (późn. ul. H. Sienkiewicza) w Łodzi czteroklasowy Zakład Naukowy Zofii Piaskowskiej, przekształcając go w ośmioklasowe gimnazjum – Gimnazjum Żeńskie Heleny Miklaszewskiej w Łodzi pod wezwaniem Najświętszej Marii Panny Niepokalanie Poczętej, później przeniesionego na ul. prez. Gabriela Narutowicza 59a w Łodzi (późn. gmach Wydziału Prawa i Administracji Uniwersytetu Łódzkiego). W 1926 została współzałożycielką Towarzystwa Oświatowego „Zespołem w Przyszłość”. Podczas II wojny światowej w styczniu 1940 wyjechała do Warszawy, gdzie zamieszkała w domu zgromadzenia sercanek. Od początku 1943 przebywała w Otwocku. Po zakończeniu wojny powróciła do Łodzi i otworzyła swoją szkołę, którą zamknięto w 1948, ze względu na przeciwstawienie się jej nacjonalizacji.
Została pochowana w części rzymskokatolickiej Starego Cmentarza w Łodzi (kwatera 9–j).

## Odznaczenia
- Pro Ecclesia et Pontifice (13 września 1925) – za zasługi położone na polu oświaty i wychowania młodzieży szkolnej[6],
- Złoty Krzyż Zasługi (1935) – za działalność oświatową[3].